# Equilíbrio de Gibbs-Donnan

Esquema do equilíbrio de Gibbs-Donnan.

O equilíbrio de Gibbs-Donnan é o equilíbrio que se produz entre os íons que podem atravessar a membrana e os que não são capazes de fazer. As composições no equilíbrio vêem-se determinadas tanto pelas concentrações dos íons como por suas cargas.

## Fundamentação
Quando partículas de grande tamanho são carregadas eletricamente, como as proteínas, que não se difundem através de uma membrana semipermeável, estão presentes num compartimento fluido como o vascular, atraem os íons carregados positivamente e repelem os íons carregados negativamente (de acordo com a figura). Como consequência disso, se estabelece um gradiente elétrico e sendo esse outro um gradiente de concentração dos íons, estes dois últimos iguais e de sinal oposto. No equilíbrio, os produtos das concentrações iônicas da cada lado da membrana são iguais. Em consequência, a concentração de partículas é desigual a ambos os lados da membrana e se estabelece um gradiente osmótico em direção ao compartimento que contém as proteínas. Esta pressão osmótica no equilíbrio de Gibbs-Donnan é de 6-7 mm de Hg. O efeito de Donnan sobre a distribuição dos íons difusíveis é importante no organismo por causa da presença nas células e no plasma.

## Equilíbrio de Membrana de Donnan
O equilíbrio de membrana de Donnan baseia-se em que no lado da membrana há que "aplicar" uma solução, por exemplo, cloreto de sódio e ao outro lado da membrana um eletrólito carregado negativamente, os íons que são de sinal contrário passam através da membrana, e os íons de cloreto e de sódio passam sem nenhuma dificuldade pela membrana, os íons das partículas aniônicas não passam tendo um equilíbrio ao longo da membrana, como existe um equilíbrio, os volumes na solução a ambos lados da membrana são idênticos, a atividade de sal  ou concentração do cloreto de sódio é a mesma, portanto, obedece ao princípio de tendências de fuga:
{\displaystyle {\rm {[Na^{+}]_{ext}[Cl^{-}]_{ext}=[Na^{+}]_{int}[Cl^{-}]_{int}}}}
No entanto, não é a única condição que se cumpre, deve cumprir a condição de eletro neutralidade, esta condição nos diz que:
A concentração de íons carregados positivamente {\displaystyle {\rm {[Na^{+}]_{ext}}}} nas soluções, em ambos os lados da membrana tem que ser equilibrado com a concentração dos íons carregados negativamente {\displaystyle {\rm {[Cl^{-}]_{ext}}}}, como aparece a seguir
No exterior da membrana {\displaystyle {\rm {[Na^{+}]_{ext}=[Cl^{-}]_{ext}}}}
No interior da membrana {\displaystyle {\rm {[Na^{+}]_{int}=[R^{-}]_{int}+[Cl^{-}]_{int}}}}
Sendo R os íons dos eletrólitos"
Estas equações ao inseri-las no primeiro nos dão como resultado:
{\displaystyle {\rm {{\frac {[Cl^{-}]_{ext}}{[Cl^{-}]_{int}}}={\sqrt {1+{\frac {[R^{-}]_{int}}{[Cl^{-}]_{int}}}}}}}}
A relação entre as concentrações do ânion difusível fora e dentro da membrana semipermeável depende da concentração do polieletrólito que é carregado negativamente no interior do saco semipermeável, tentando carregar íons com carga semelhante à da água para o exterior da membrana. Quando {\displaystyle {\rm {[R^{-}]_{int}}}} é grande comparado a {\displaystyle {\rm {[Cl^{-}]_{int}}}} A razão é, aproximadamente, igual a:
{\displaystyle {\rm {\sqrt {[R^{-}]_{int}}}}}
Se, pelo contrário, {\displaystyle {\rm {[Cl^{-}]_{int}}}}é bem grande em relação a {\displaystyle {\rm {[R^{-}]_{int}}}} a razão da equação se torna quase igual à da unidade, e então a concentração do sal é praticamente a mesma em ambos os lados da membrana.

## Distribuição da membrana
Agora se a distribuição de cargas na membrana é diferente se produz um potencial na referida membrana (potencial de Donnan) que para estar em equilíbrio requer:
{\displaystyle j_{i}=0}
onde o referido índice nos indica que o potencial deve ser uma propriedade intensiva do sistema dependente da concentração e do potencial elétrico gerado pelas cargas.
{\displaystyle {j_{i}}=-{\mu _{i}{K_{b}}{T}}{\frac {dc_{i}}{dx}}+{Z_{i}{e}{c_{i}}}{\frac {dV}{dx}}}
Dado que o primeiro coeficiente é diferente de zero, o que faz com que a solução seja contínua em todo o plano, então limpar a derivada direcional do potencial elétrico e integrando a equação acima nos resulta:
{\displaystyle {\Delta }{V}=-{\frac {K_{b}{T}}{Z_{i}{e}}}{\ln {\frac {C_{i}{2}}{C_{i}{1}}}}}
e integrando a equação acima, obtém-se:
{\displaystyle {\Delta }{V}={{V_{2}}_{equilibrio}-{V_{1}}}_{equilibrio}}

## Implicação do equilíbrio de Gibbs-Donnan
O que implica que a concentração de cargas dentro e fora da membrana deve possuir uma estabilidade associada quanto à concentração dos íons em ambos lados, mas se a membrana semipermeável fosse considerada como um agente catalisador, produziria um gradiente de concentração na membrana e, no entanto, o equilíbrio seria estabelecido da seguinte forma:
{\displaystyle {\frac {C_{+}{2}}{C_{+}{1}}}={\frac {C_{-}{1}}{C_{-}{2}}}}